# Venezuela en los Juegos Olímpicos de Salt Lake City 2002
Venezuela estuvo representada en los Juegos Olímpicos de Salt Lake City 2002 por un total de 4 deportistas (3 hombres y una mujer) que compitieron en luge. La portadora de la bandera en la ceremonia de apertura fue la corredora de luge Iginia Boccalandro.
El equipo olímpico venezolano no obtuvo ninguna medalla en estos Juegos.

## Luge
Masculino
| Atleta              | Evento     | 1ª manga | 2ª manga | 3ª manga | 4ª manga | Total    | Total    |
| Atleta              | Evento     | Tiempo   | Tiempo   | Tiempo   | Tiempo   | Tiempo   | Posición |
| ------------------- | ---------- | -------- | -------- | -------- | -------- | -------- | -------- |
| Julio César Camacho | Individual | 47,193   | 46,676   | 47,627   | 46,579   | 3:08,075 | 39       |
| Chris Hoeger        | Individual | 46,167   | 46,097   | 45,818   | 46,231   | 3:04,313 | 31       |
| Werner Hoeger       | Individual | 47,234   | 47,071   | 46,934   | 47,039   | 3:08,278 | 40       |

Femenino
| Atleta             | Evento     | 1ª manga   | 2ª manga  | 3ª manga  | 4ª manga  | Total     | Total     |
| Atleta             | Evento     | Tiempo     | Tiempo    | Tiempo    | Tiempo    | Tiempo    | Posición  |
| ------------------ | ---------- | ---------- | --------- | --------- | --------- | --------- | --------- |
| Iginia Boccalandro | Individual | No terminó | No avanzó | No avanzó | No avanzó | No avanzó | No avanzó |